# Сіаньський інцидент
Сіаньський інцидент (кит. трад. 西安事變, спр. 西安事变, піньїнь: Xī'ān shìbiàn) — затримання президента Китайської Республіки, Чан Кайші, в китайському місті Сіань у 1936 році, його підлеглими генералами: Чжан Сюеляном і Ян Хученом. Метою цього затримання було примусити, панівну в Китаї партію, Гоміндан, лідером якої був Чан, змінити свою політику щодо Японської імперії та Комуністичної партії Китаю, в результаті чого гомінданівці тимчасово примирилися з китайськими комуністами і створили спільний альянс, який пізніше буде протистояти агресії Японії.

## Передумови

### Захоплення Маньчжурії Японією
У 1931 році, між Японією і Китаєм знову напружилися відносини після Мукденського інциденту. Результатом цього стало вторгнення японських військ в Маньчжурію. Голову фентянської армії, Чжан Сюеляна, який отримав цю посаду після смерті свого батька Чжан Цзоліня, широко критикували, оскільки китайський уряд втратив контроль над Маньчжурією, саме тому Чжан подав у відставку і вирушив до Європи.

### Протистояння комуністів і націоналістів
Після закінчення Північного походу у 1927 році, Китай був формально об'єднаний під єдиним гомінданівським урядом зі столицею в Нанкіні. Оскільки допомога від КПК була вже непотрібна, уряд Чан Кайші почав жорстокі чистки серед китайських комуністів, які фактично означали припинення існування Першого об'єднаного фронту. У 1930-их націоналістичний уряд розпочав серію кампаній проти КПК. Після поверненню з Європи, Чжан Сюеляну було доручено контролювати ці кампанії разом з, підпорядкованою йому, Північно-східною армією.
Опісля поразки у війни за Маньчжурію в китайському суспільстві стався сплеск націоналізму. Відповідно, кампанії проти китайських комуністів ставали менш популярними. Чан побоювався втрати влади Гоміндану в Китаї, тому, попри відсутність народної підтримки, він продовжував громадянську війну. Чжан сподівався змінити політику гомінданівців, які зосередилися на чистці комуністів, а саме змусити їх натомість віддати пріоритет підготовці до майбутньої війни з Японією.
Після того як Чан відхилив цю пропозицію, КПК змогла переконати Чжана в тому, що необхідно створити об'єднаний китайський фронт проти японців, і Чжан почав планувати державний переворот. До червня 1936 року, була укладена таємна угода між ним та КПК.

## Основні події

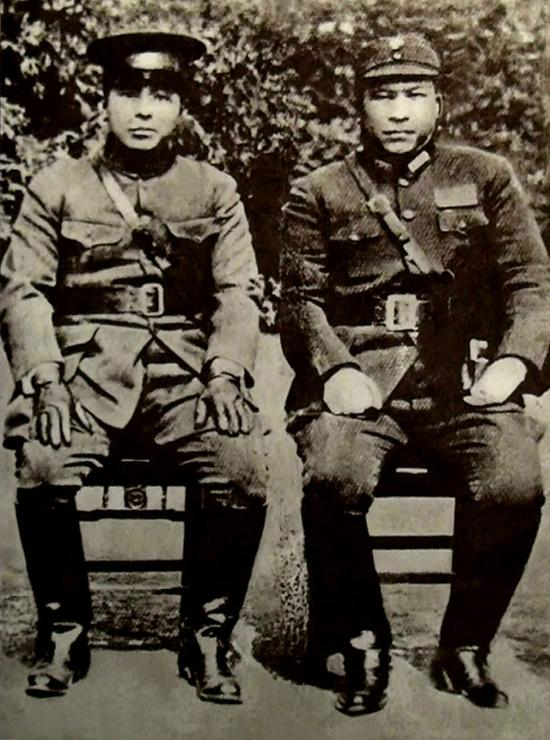
Чжан Сюелян і Ян Хучен

В листопаді 1936 року, Чжан Сюелян запропонував Чан Кайші вирушити до Сіаня, щоб поговорити з місцевими солдатами, які відмовлялися битися з комуністичними силами. Чан погодився, після чого Чжан повідомив про це Мао Цзедуну, який вважав, що цей план спрацює. 12 грудня 1936 року, охоронці Чжан Сюеляна і Ян Хучена вдерлися в кабінет Чана. Він зміг втекти від нападників, але отримав поранення. Вранці його знайшли бійці Північно-східної армії Чжана. Після цього в Нанкін прийшла телеграма, в якій були вимоги про припинення громадянської війни, реорганізацію уряду, виключивши з нього прояпонські сили, та прийняття активної антияпонської політики.

### Переговори та звільнення
Багато молодих офіцерів Північно-східної армії вимагали стратити Чан Кайші, але Чжан Сюелян відмовлявся це робити. Думки гомінданівського уряду щодо цієї ситуації розділилися. Комісія з питань військової справи, очолювана Хе Їнціньом, рекомендувала провести військову операцію в Сіані, направивши туди бойовий полк. В той час, як Сун Мейлін та Кун Сянсі виступали за проведення переговорів для забезпечення безпеки Чана.
16 грудня, Чжоу Еньлай, який виступив посередником в переговорах, прибув до Сіаня у супроводі дипломата від КПК, Лінь Боцюя. Спочатку Чан Кайші відмовлявся від переговорів з делегатом КПК, але згодом, коли він зрозумів, що його життя залежить від бажання комуністів, погодився на перемовини. На його рішення зокрема повпливав приїзд в Сіань, дружини Чана 22 грудня, яка приїхала аби пришвидшити процес звільнення її чоловіка. 24 грудня Чан і Чжоу мали зустріч задля обговорення цієї ситуації. Чжоу почав розмову зі слів «За десять років, що минули відтоді, як ми останній раз зустрілися, ти, здається, не сильно постарів.» Чан кивнув і відповів «Енлає, ти був моїм підлеглим. Ти повинен робити те, що я кажу.» Чжоу відповів, що якщо Чан зупинить громадянську війну і натомість буде готуватися до війни з Японією, то Червона армія охоче прийме командування Чана над ними. Наприкінці зустрічі, Чан пообіцяв зупинити громадянську війну, разом протистояти японській агресії в майбутньому та запросив Чжоу в Нанкін для подальших переговорів.

## Наслідки
Сіаньський інцидент став переломним моментом в історії КПК. Лідерство Чана над політичними та військовими справами в Китаї було підтверджено, в той час, як КПК змогла розширити свої сили в рамках нового об'єднаного фронту, що пізніше зіграє фактор в новій громадянській війні.
Чжан Сюелян знаходився 50 років під домашнім арештом, перш ніж емігрував на Гаваї у 1994 році, тоді як Ян Хучен був страчений за наказом Чан Кайші у 1949 році, перед тим як гомінданівці відступили на Тайвань.